# Renner Springs
Renner Springs är en källa i Australien. Den ligger i territoriet Northern Territory, omkring 720 kilometer sydost om territoriets huvudstad Darwin.
Trakten runt Renner Springs är nära nog obefolkad, med mindre än två invånare per kvadratkilometer.. Det finns inga samhällen i närheten.
Trakten runt Renner Springs består i huvudsak av gräsmarker. Genomsnittlig årsnederbörd är 687 millimeter. Den regnigaste månaden är februari, med i genomsnitt 234 mm nederbörd, och den torraste är juli, med 1 mm nederbörd.